# بورت ايساك (كورنوال)
بورت ايساك (بالإنجليزية: Port Isaac)‏ هي قرية تقع في المملكة المتحدة في كورنوال.  يقدر عدد سكانها بـ 721 نسمة .